# Václav Martínek
Václav Martínek (12. září 1903 Domanín – 29. února 1948 Litvínovice) byl československý voják působící za druhé světové války u letectva v zahraničním odboji, který kvůli poválečné perzekuci ze strany komunistického režimu spáchal sebevraždu.

## Život
V letech 1915 až 1923 navštěvoval gymnázium v Třeboni, poté studoval dva roky Vojenskou akademii v Hranicích. Následně působil jako důstojník dělostřelectva, a to v Rokycanech, Kroměříži, Bratislavě a od roku 1932 v Josefově. Roku 1938 byl povýšen na štábního kapitána a stal se velitelem baterie.
Po vzniku protektorátu mu byla nařízena nucená dovolená, během níž se zapojil v Jaroměři do odboje, pravděpodobně ve skupině související s ilegální vojenskou odbojovou organizací Obrana národa.
Dne 16. prosince 1939 překročil v Beskydech hranici na Slovensko a přes Užhorod se dostal do Budapešti, kde byl odmítnut na francouzském konzulátu. Proto pokračoval do Bělehradu a tam se spojil s dalšími československými dobrovolníky. S nimi putoval přes Řecko, Turecko a Sýrii do Bejrútu, odkud se přeplavil do Francie. Tam se 26. ledna 1940 přihlásil u československé zahraniční armády. Byl zařazen mezi dělostřelce, bojů ve Francii se ale nezúčastnil a byl evakuován do Anglie, kam se dostal 7. července 1940.
V Anglii Martínek pokračoval v československé zahraniční armádě u dělostřelců, v únoru 1942 však přešel k letectvu a po specializovaném kurzu se stal velitelem letištní obrany u 311. čs. bombardovací perutě RAF. Od července 1943 působil na inspektorátu československého letectva, v březnu 1945 byl povýšen do hodnosti podplukovníka.
Do Československa se vrátil po druhé světoví válce 16. srpna 1945. Pracoval na velitelství letectva na ministerstvu národní obrany v Praze, v březnu 1947 byl přeložen na velitelství letectva v Českých Budějovicích.
Osudným se mu staly výroky zaměřené proti tehdejší vládnoucí vrstvě, které pronesl 17. října 1947 v důstojnické jídelně. V době komunistického puče na něj bylo s odkazem na tyto výroky podáno již 25. února 1948 trestní oznámení a o den později (26. února 1948) bylo rozhodnuto, že bude postaven mimo službu. To se stalo o dva dny později (28. února 1948). Den nato, 29. února 1948, se Martínek na hrázi Prostředního litvínovického rybníka zastřelil vlastní služební pistolí. V dopise na rozloučenou, který adresoval svému  bratrovi, označil za důvody sebevraždy události posledních dní a svoji perzekuci.

## Připomínka
Na hrázi Prostředního litvínovického rybníka, nacházejícího se mezi Litvínovicemi a Šindlovými Dvory, je umístěna informační cedule. Prostor slouží také jako pietní místo.

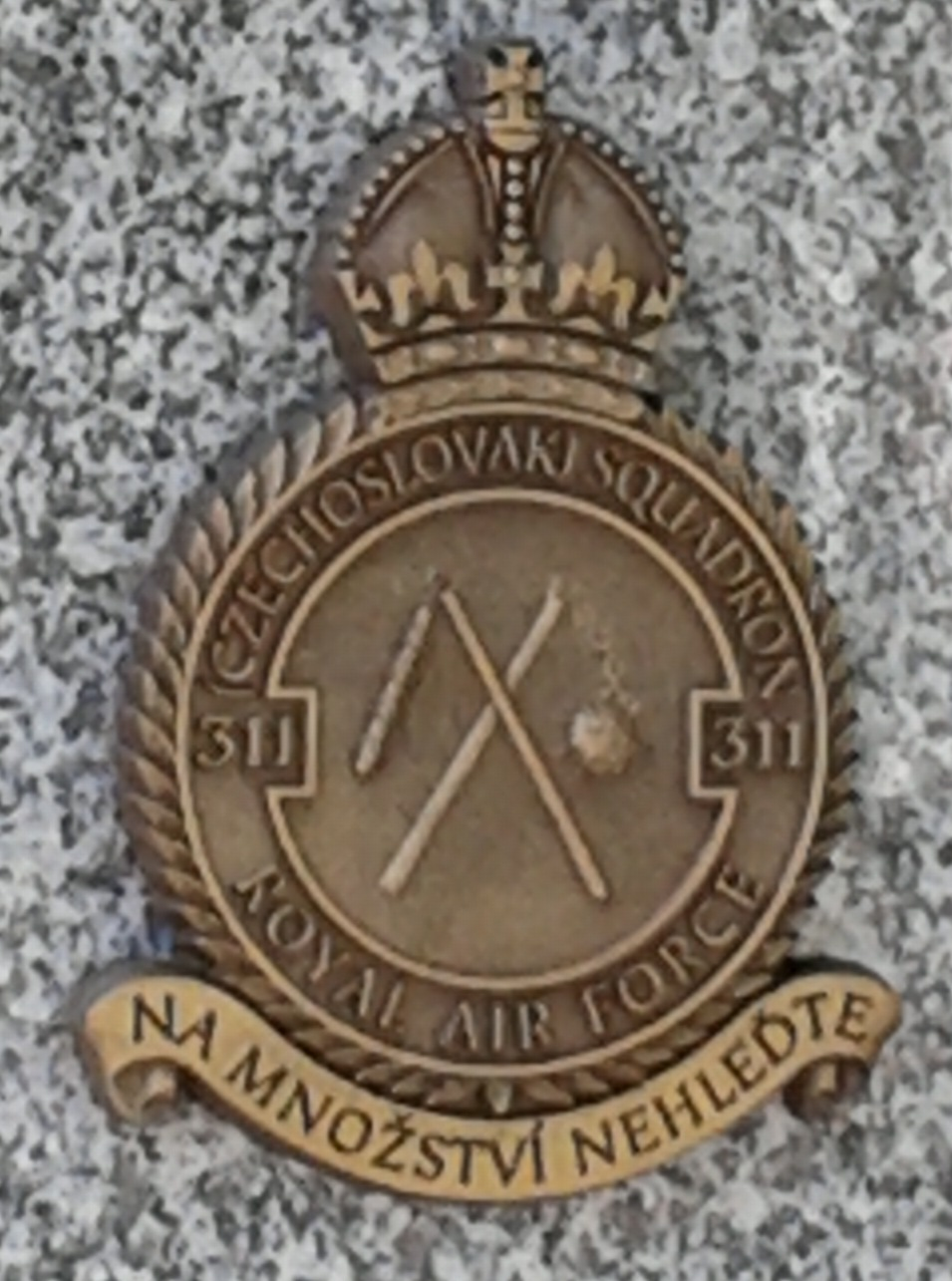
Insignie 311. čs. bombardovací perutě RAF, u níž za druhé světové války sloužil
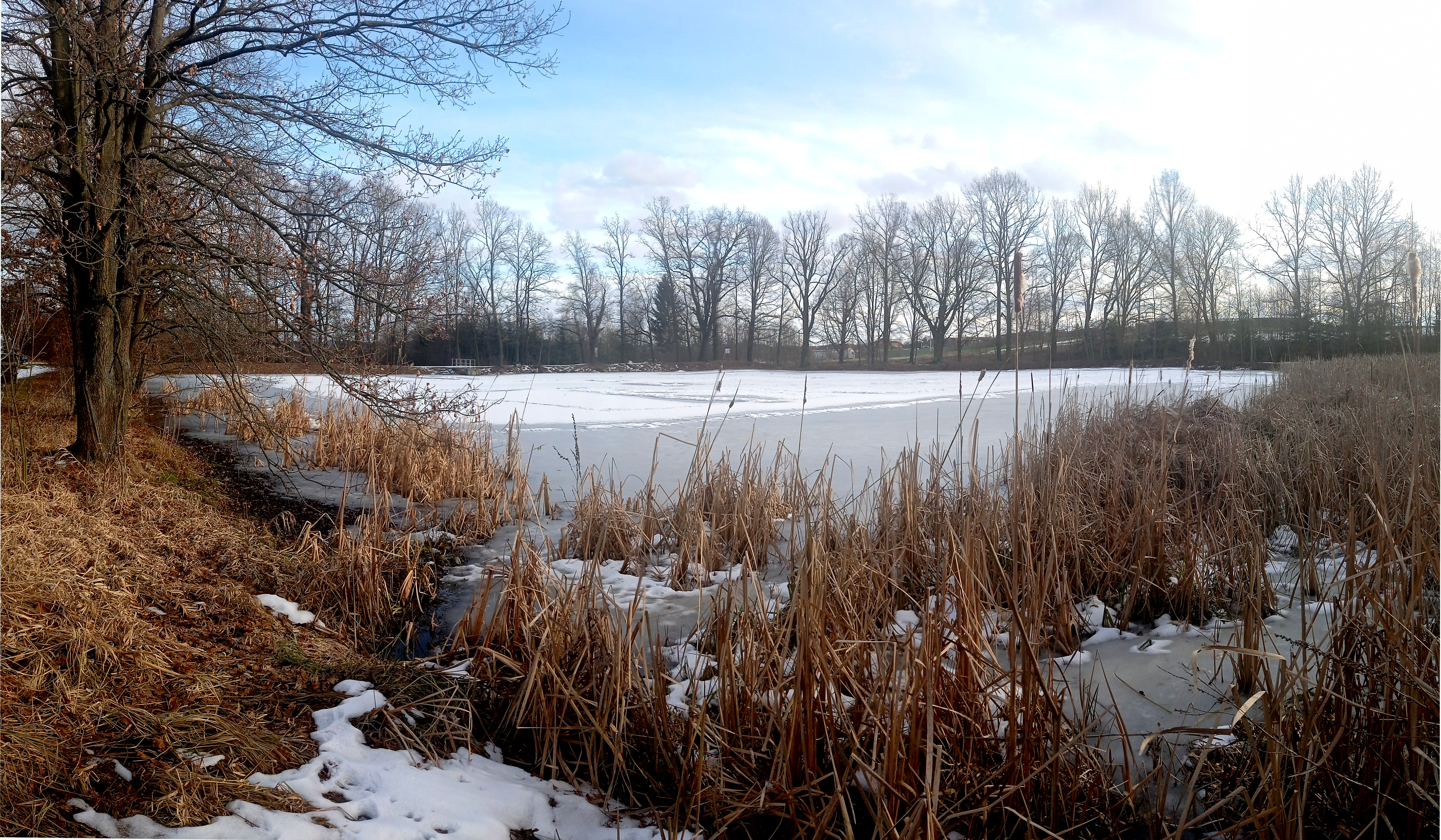
Prostřední  litvínovický rybník, na jehož hrázi ukončil svůj život (při velkém přiblížení je na hrázi patrná informační tabule)